# Maria Immaculata (Biburg)

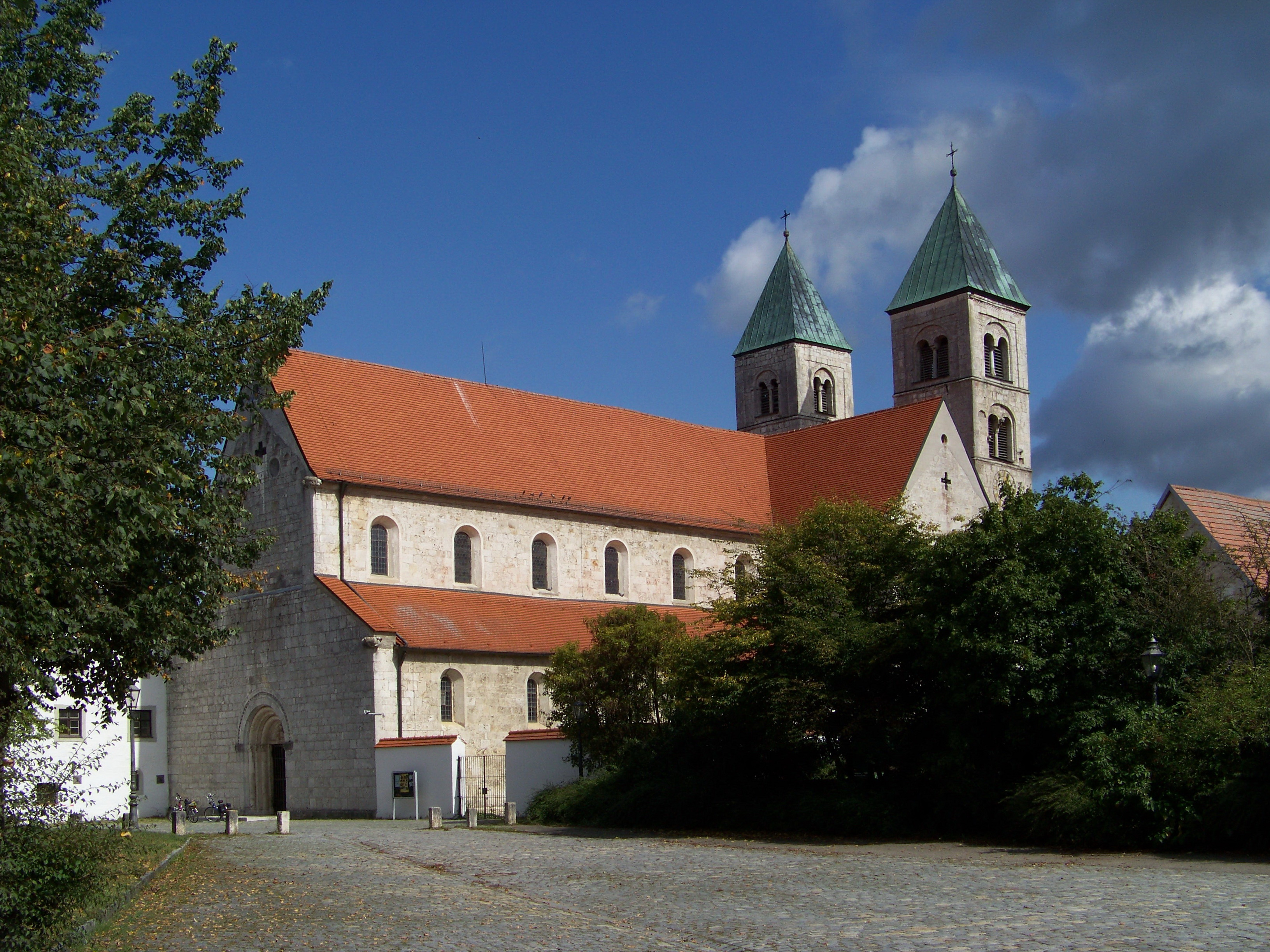
Pfarrkirche Maria Immaculata

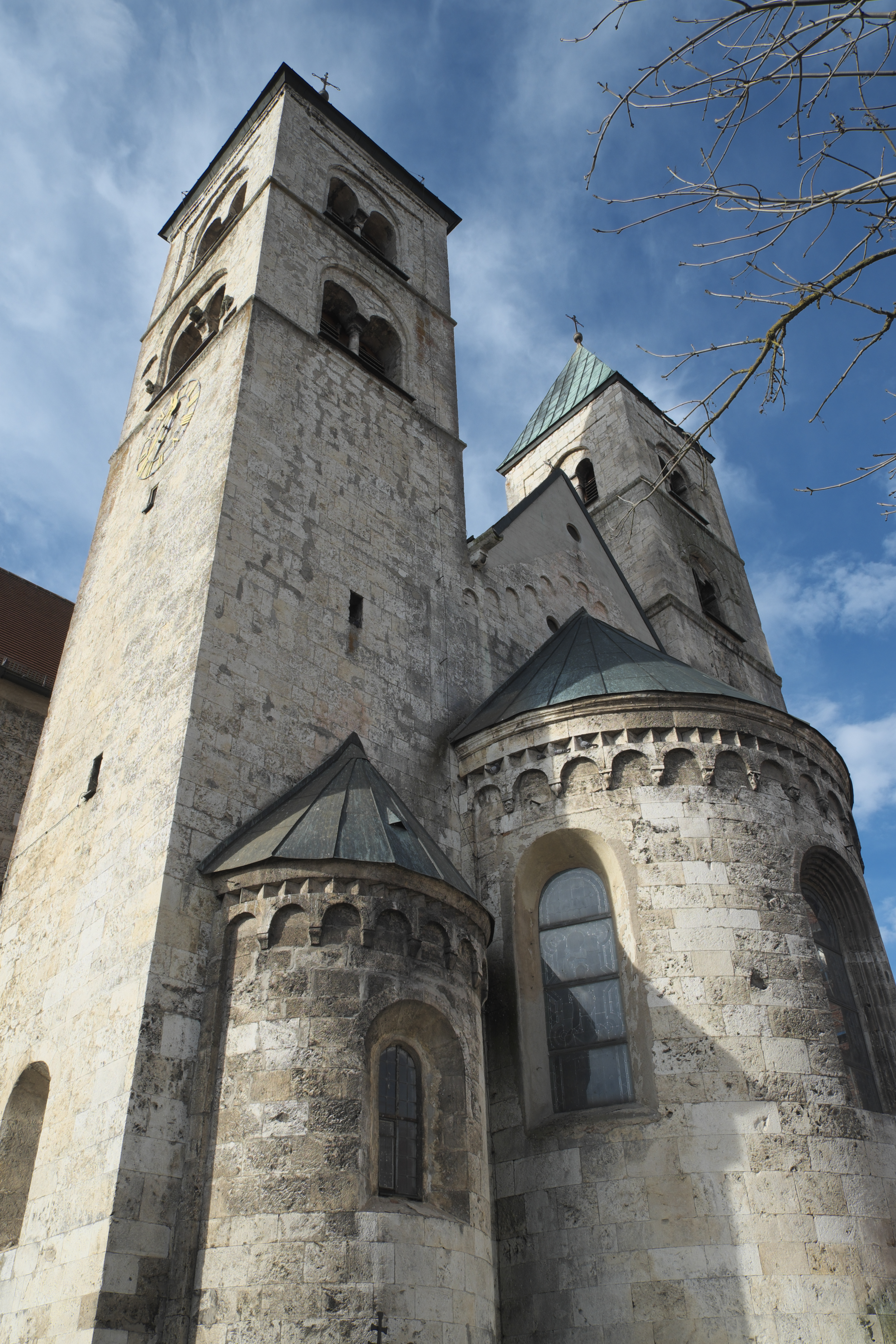
Türme und Ostapsiden

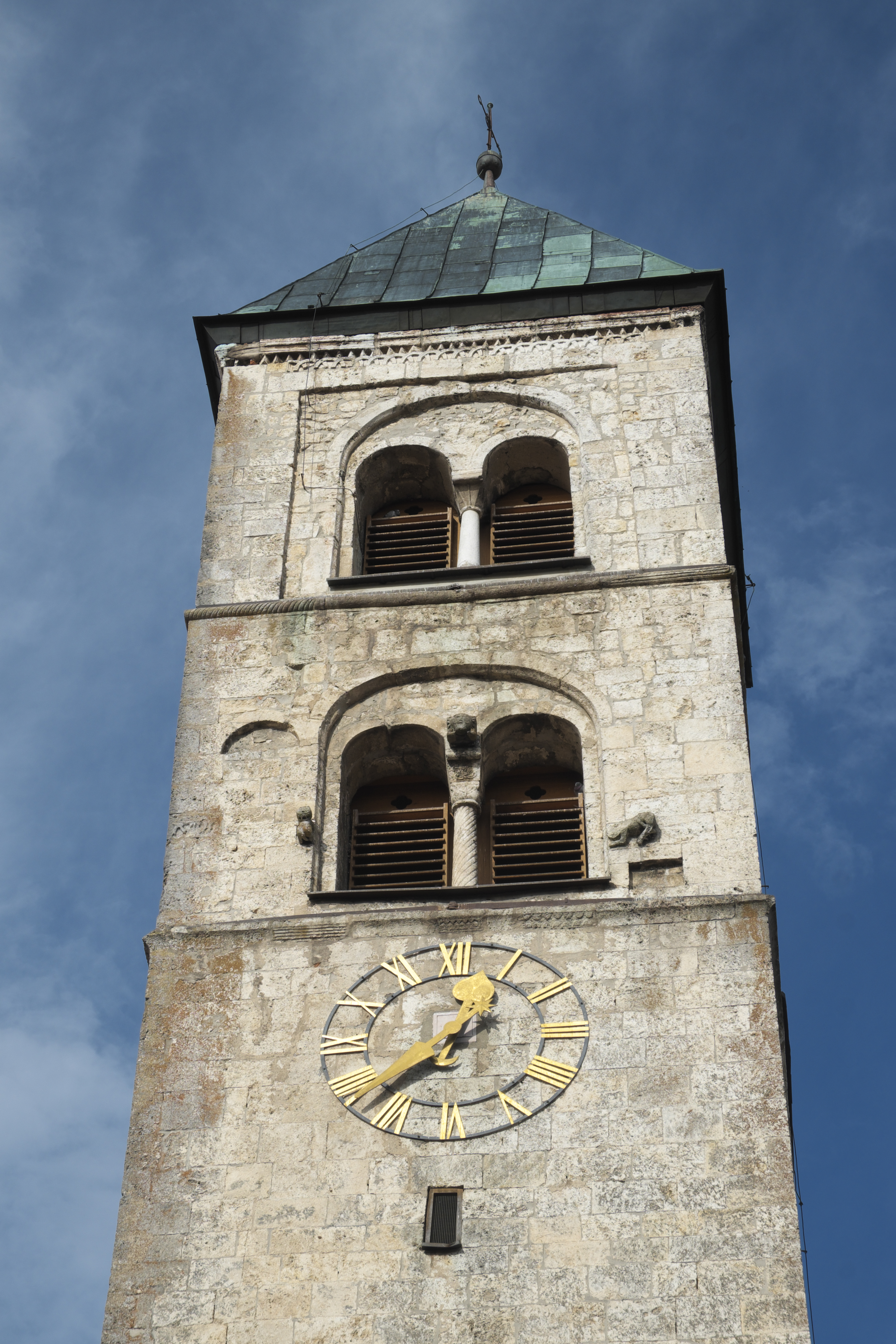
Südturm

Die römisch-katholische Pfarrkirche Maria Immaculata (auch: Klosterkirche Biburg) in Biburg bei Abensberg, einer Gemeinde im niederbayerischen Landkreis Kelheim, ist eines der bedeutendsten romanischen Baudenkmäler Altbayerns und eine ehemalige Klosterkirche der Benediktiner, Jesuiten und Malteser, die alle im Laufe der Zeit das Kloster Biburg innehatten. Mit dem Weihedatum 1133 gehört sie zu den ältesten noch erhaltenen Kirchen in Bayern. Der historisch bedeutsame Kirchenbau liegt auf einer Anhöhe über dem Tal der Abens an den nördlichen Ausläufern der Hallertau. Er ist als Baudenkmal mit der Nummer D-2-73-119-5 beim Bayerischen Landesamt für Denkmalpflege eingetragen.

## Geschichte
Nachdem die Burg Biburg im Jahr 1125 von Graf Heinrich I. von Sittling, seiner Gemahlin, der seligen Bertha von Ratzenhofen, und deren Söhnen Konrad und Arbeo an Bischof Otto von Bamberg zur Errichtung eines Klosters übergeben worden war, begann sogleich der Kirchenbau. Im Jahr 1133 (andere Quellen berichten von 1134/35) waren die Arbeiten an der romanischen Pfeilerbasilika weitgehend beendet und die Kirche konnte vorläufig geweiht werden. Die eigentliche Konsekration zu Ehren Unserer Lieben Frau wurde im Jahr 1140 von den Bischöfen Heinrich von Regensburg und Egilbert von Bamberg vollzogen. Etwa um dieselbe Zeit wurde das Benediktinerkloster unter dem Abt Eberhard von Sittling und Biburg zur Abtei erhoben. Eberhard war bis 1147 Abt von Kloster Biburg und wurde danach zum Erzbischof von Salzburg berufen.
Nachdem Biburg ursprünglich als Doppelkloster geführt worden war, brannte 1278 der Frauenkonvent ab und wurde nicht wieder aufgebaut. Die Klosterkirche und der Männerkonvent kamen dabei nicht zu Schaden. In seiner Amtszeit von 1394 bis 1407 ließ Abt Heidenreich Starzhauser die ursprünglich flachgedeckten Seitenschiffe im gotischen Stil einwölben. Unter Abt Benedikt Collmann, der von 1526 bis 1550 amtierte, geschah das Gleiche mit dem zuvor ebenfalls flachgedeckten Hauptschiff und dem Querhaus; an einem Schlussstein ist die Jahreszahl 1532 zu lesen, vermutlich das Datum der Einwölbung. Bis zum Jahr 1555 mussten die Benediktiner ihr Kloster infolge der Reformation verlassen. 1589 kamen das Kloster und sämtliche Besitzungen mit Erlaubnis des Papstes Sixtus V. als Dotation für die Universität Ingolstadt an den Jesuitenorden. Dieser besetzte das Kloster meist nur mit wenigen Patres und Brüdern und nutzte es hauptsächlich als Sommerresidenz für das Ingolstädter Kolleg. Dieses ließ die Klosterkirche barockisieren und baute nach einem Brand im Jahr 1701 die Konventgebäude in schlichter Form wieder auf; die Jesuiten von Ingolstadt förderten auch den barocken Umbau der Wallfahrtskirche Allersdorf, die dem Kloster unterstand. Die Barockisierung der Klosterkirche, die bis 1687 abgeschlossen war, umfasste insbesondere die Verbreiterung der Fensteröffnungen, sodass mehr Licht in das Gotteshaus kam, und eine reiche Altar- und Figurenausstattung, die im 19. Jahrhundert wieder entfernt wurde. Auf eine Freskierung und Stuckierung des Innenraumes wurde verzichtet.
Nach der Aufhebung des Jesuitenordens im Jahr 1773 kam das Kloster 1781 an den Malteserorden, der es bis zur Säkularisation im Jahr 1803 innehatte. Bereits 1785 wurde die Klosterkirche zur Pfarrkirche für Biburg erklärt und entging so dem Abriss – ein Schicksal, das stattdessen die alte Biburger Pfarrkirche St. Stephan ereilte. Die barocke Kirchenausstattung wurde bei einer Renovierungsmaßnahme in den Jahren 1885 bis 1887 beseitigt und durch eine neuromanische Ausstattung ersetzt, von der nur noch die Bleiglasfenster im Chor und das Orgelgehäuse auf der kleinen Empore im südlichen Querschiff erhalten sind. Ab 1960 wurden erstmals Teile der neuromanischen Ausstattung entfernt. 1968 kam das Grabdenkmal der seligen Bertha aus der Wallfahrtskirche Allersdorf in die Apsis des nördlichen Seitenschiffes. Im Zuge der liturgischen Erneuerung nach dem Zweiten Vatikanischen Konzil wurden 1983 anlässlich des 850-jährigen Weihejubiläums mit dem Tabernakelaltar und der Kanzel auch die letzten Zeugen der Reromanisierung im 19. Jahrhundert entfernt. Stattdessen erhielt die Kirche mit dem Volksaltar, dem Ambo und den Leuchtern von dem Künstler Hans Wurmer aus Hausen eine moderne Ausstattung.

## Architektur
Wenn auch die ursprüngliche Einrichtung nicht mehr erhalten ist, so entspricht die Architektur noch weitgehend dem Originalzustand der Romanik. Die Kirche ist eine nach Osten gerichtete dreischiffige Pfeilerbasilika, die über dem Grundriss eines lateinischen Kreuzes errichtet wurde. Die unverputzten Mauern lassen die quaderförmig behauenen Kalk- und Kalktuffsteine erkennen.

### Außenbau
Über den Nebenchören erheben sich die beiden 36 Meter hohen Türme, die im unteren Bereich keinerlei Gliederung aufweisen. Die beiden oberen Geschosse sind auf allen vier Seiten von gekuppelten Klangarkaden durchbrochen, die in Bogenblenden eingeschnitten sind. Diese werden im obersten Geschoss von rechteckigen Blendfeldern gerahmt. Die Schallöffnungen im Nordturm erfüllen heute ihre Funktion nicht mehr, da alle vier Glocken im Südturm hängen. Den oberen Abschluss der beiden äußerlich gleich aufgebauten Türme bilden Pyramidenhelme mit Kugel und Kreuz. Der übrige Außenbau ist bis auf die rundbogigen Fensteröffnungen und die Rundbogenfriese an den drei Apsiden sowie am West- und Ostgiebel weitgehend ungegliedert.

### Westportal

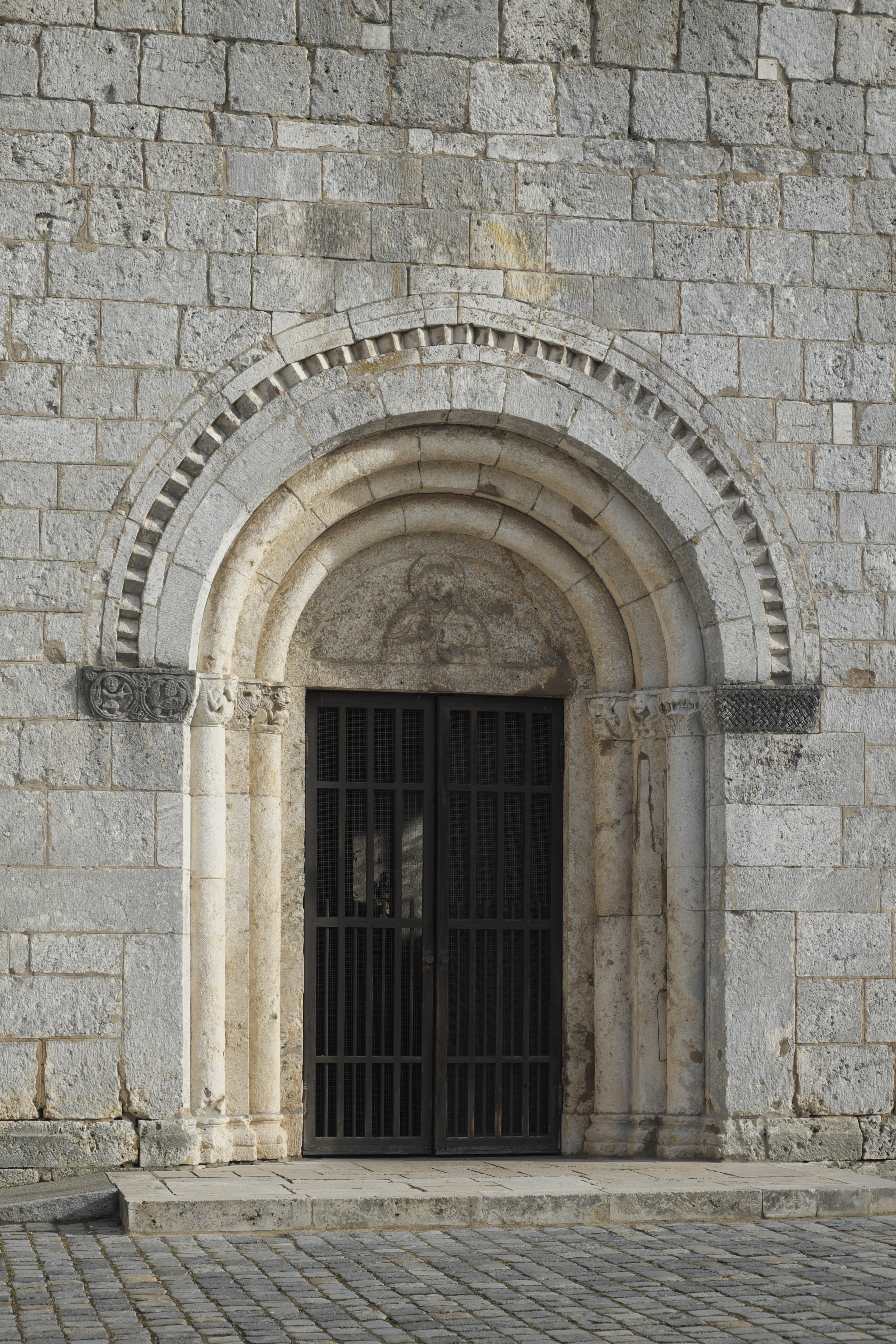
Westportal

Das Westportal stammt noch aus der Bauzeit der Kirche. Früher war es für die nicht zum Kloster gehörenden Personen der einzige Zugang zum Kircheninneren, heute befindet sich an der Westseite des südlichen Querhauses ein weiterer Eingang. Das der Witterung ungeschützt ausgesetzte Portal besitzt ein zweifach gestuftes Gewände, in das auf beiden Seiten zwei Dreiviertelsäulen eingestellt sind. Die beiden inneren Archivolten sind mit Rundstäben verziert, die äußere Archivolte hat einen Zahnfries. Auf den Kämpfern, auf denen die äußeren Bogenläufe aufliegen, sind auf der linken Seite zwei von Kreisfeldern gerahmte Szenen zu sehen. Sie zeigen den Teufel als einen Schützen mit Pfeil und Bogen, im Mittelalter eine typische Darstellung, die auch Stolz und Hochmut symbolisieren soll, und zwei an einer Traube pickende Vögel als Symbol für die Habgier. Das dritte Kreisfeld enthält nur Blattwerk. Die Kämpfer auf der rechten Seite sind mit Flechtband verziert.
Die Kapitelle sind mit figürlichen Darstellungen skulptiert. Die Sirene auf der linken Portalseite außen, die ihre beiden Fischschwänze in den Händen hält, gilt als Symbol der Sinneslust; die zwei geflügelten Drachen in der Mitte, die in entgegengesetzte Richtungen Feuer speien, stehen für den Neid; eine Missgestalt mit drei Körpern und einem Kopf an der linken Seite innen, die zwei Pratzen auf ihren mittleren Bauch gelegt hat, symbolisiert die Völlerei. Die Fratze auf der rechten Portalseite innen, die die Zunge weit herausstreckt und den Bart kokettierend nach oben hält, wird als Symbol für den Zorn (Zunge) und die Eitelkeit (Bart) gedeutet; ein kauernder Mann (in der Mitte), der seine Hände auf den Schoß aufstützt, steht für die Trägheit. Das äußere Kapitell auf der rechten Seite weist einen Dekor aus stilisierten Blättern auf. Das Tympanon ziert ein Steinrelief des segnenden Christus. 

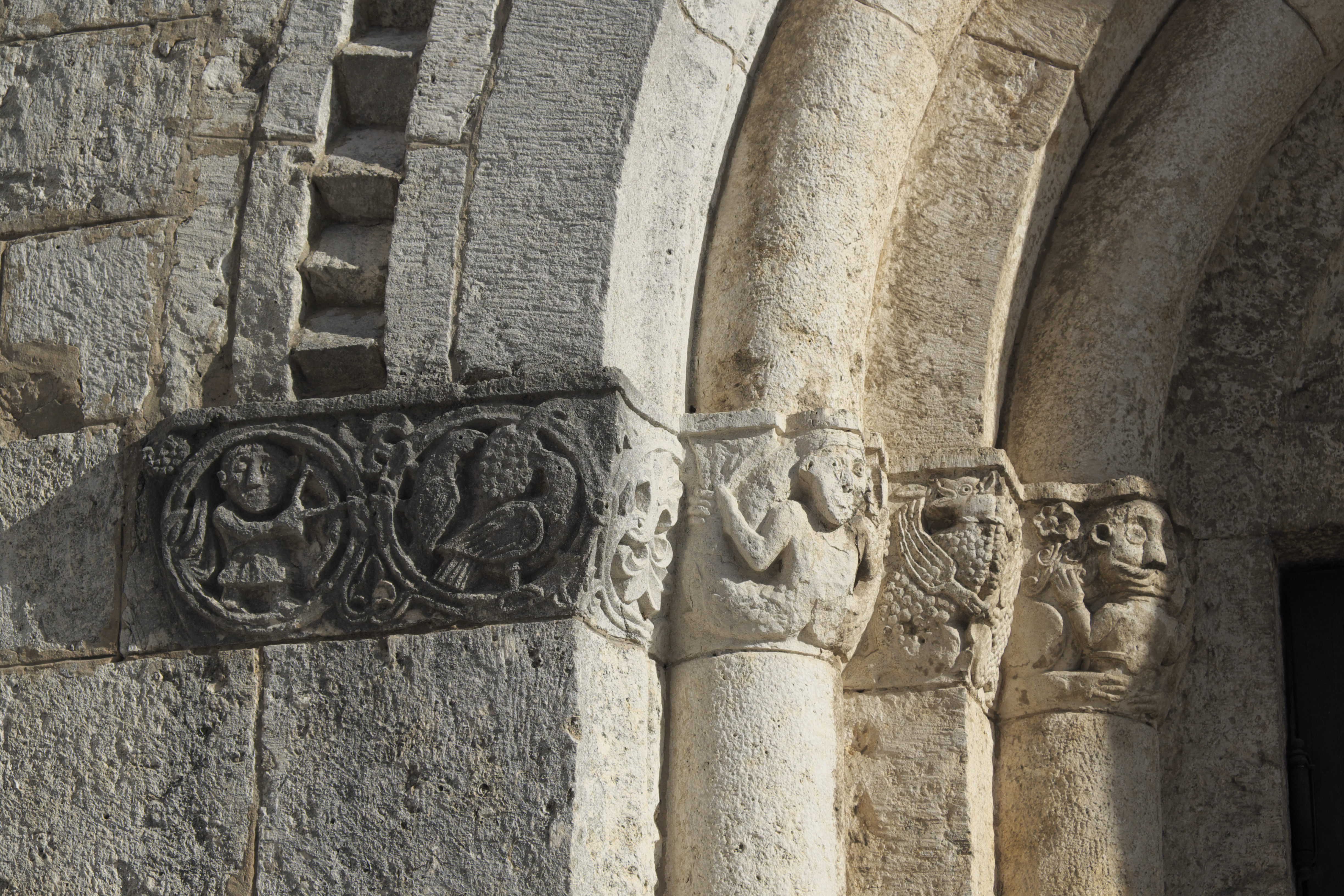
Kämpfer und Kapitelle auf der linken Seite
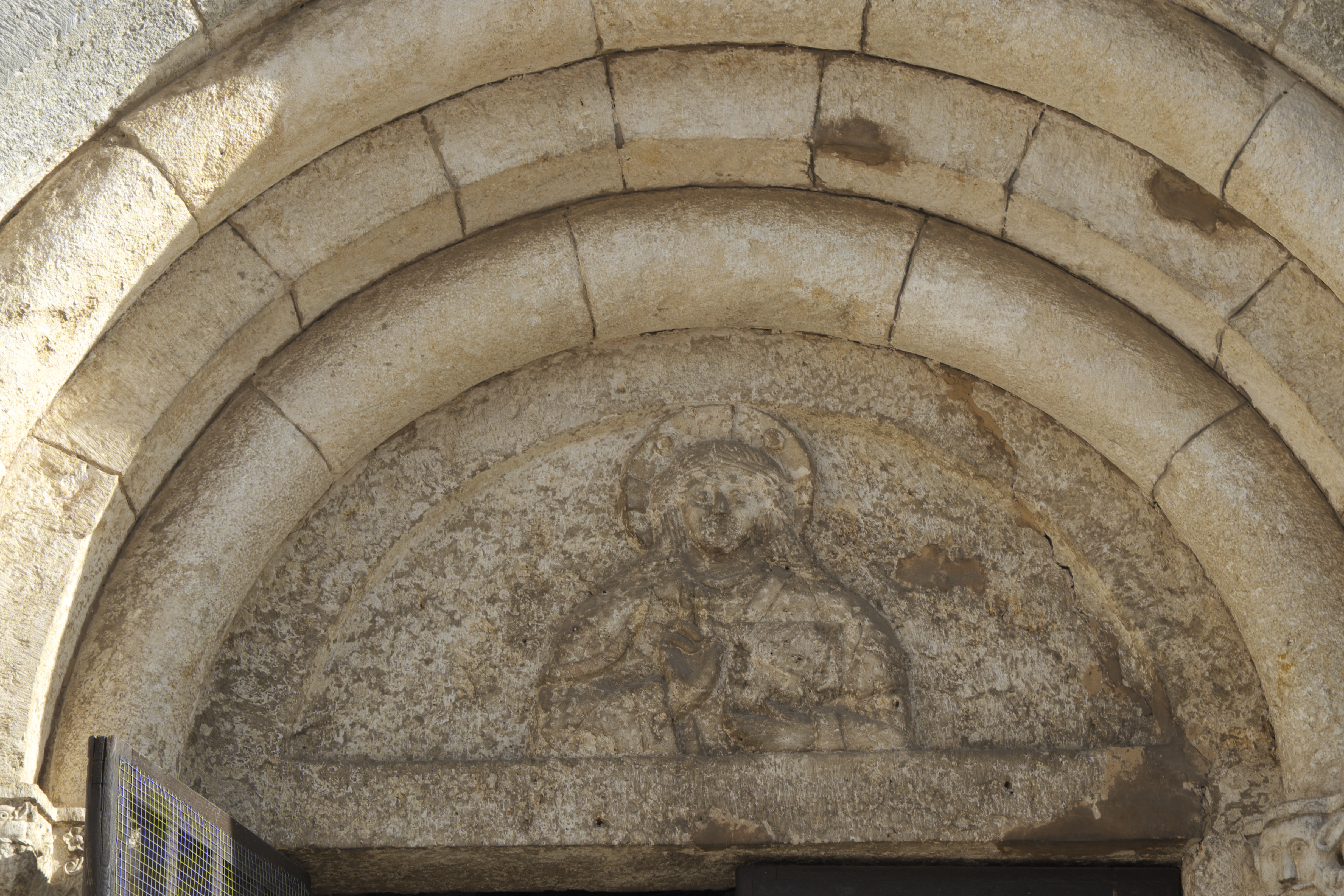
Tympanon
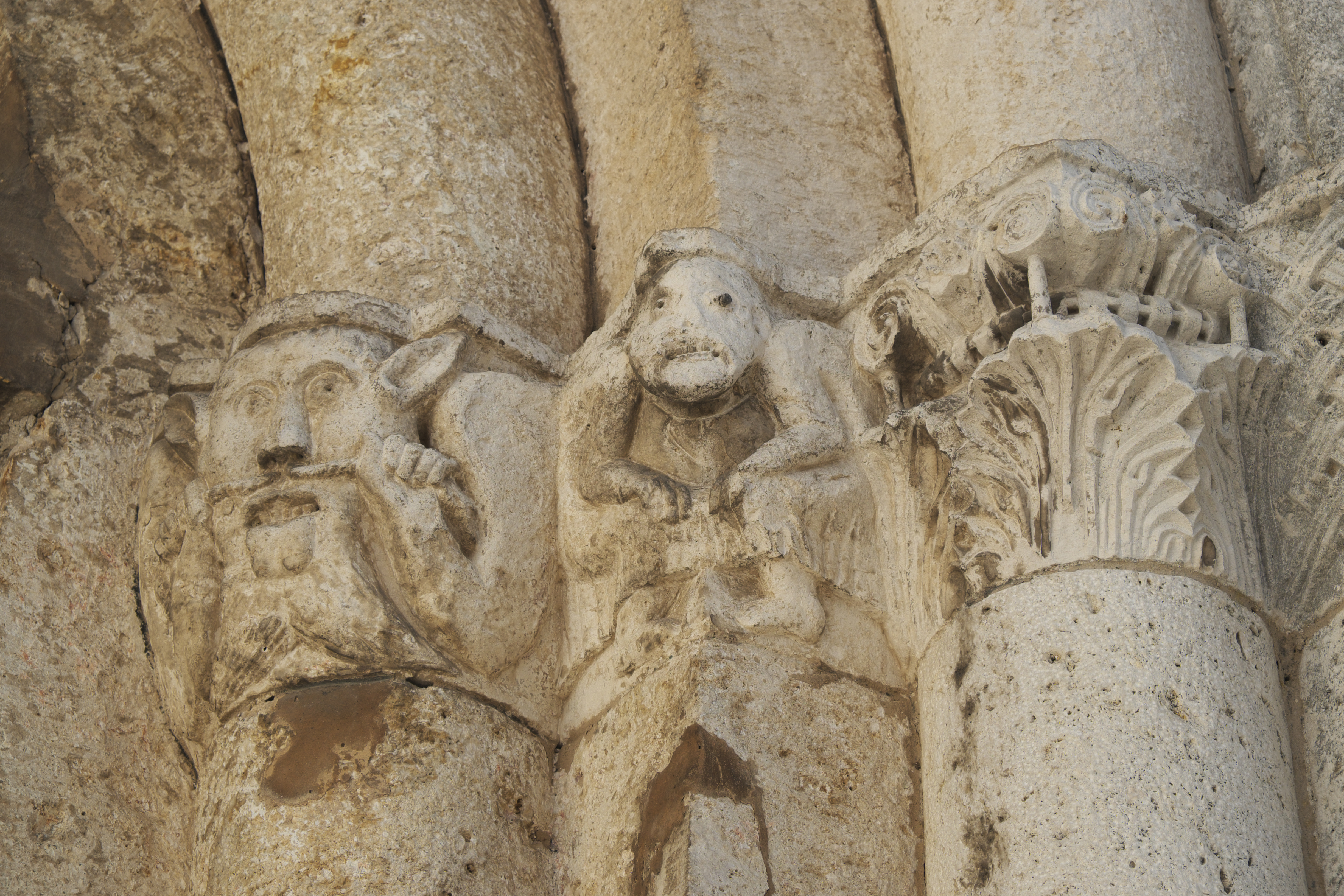
Kapitelle auf der rechten Seite

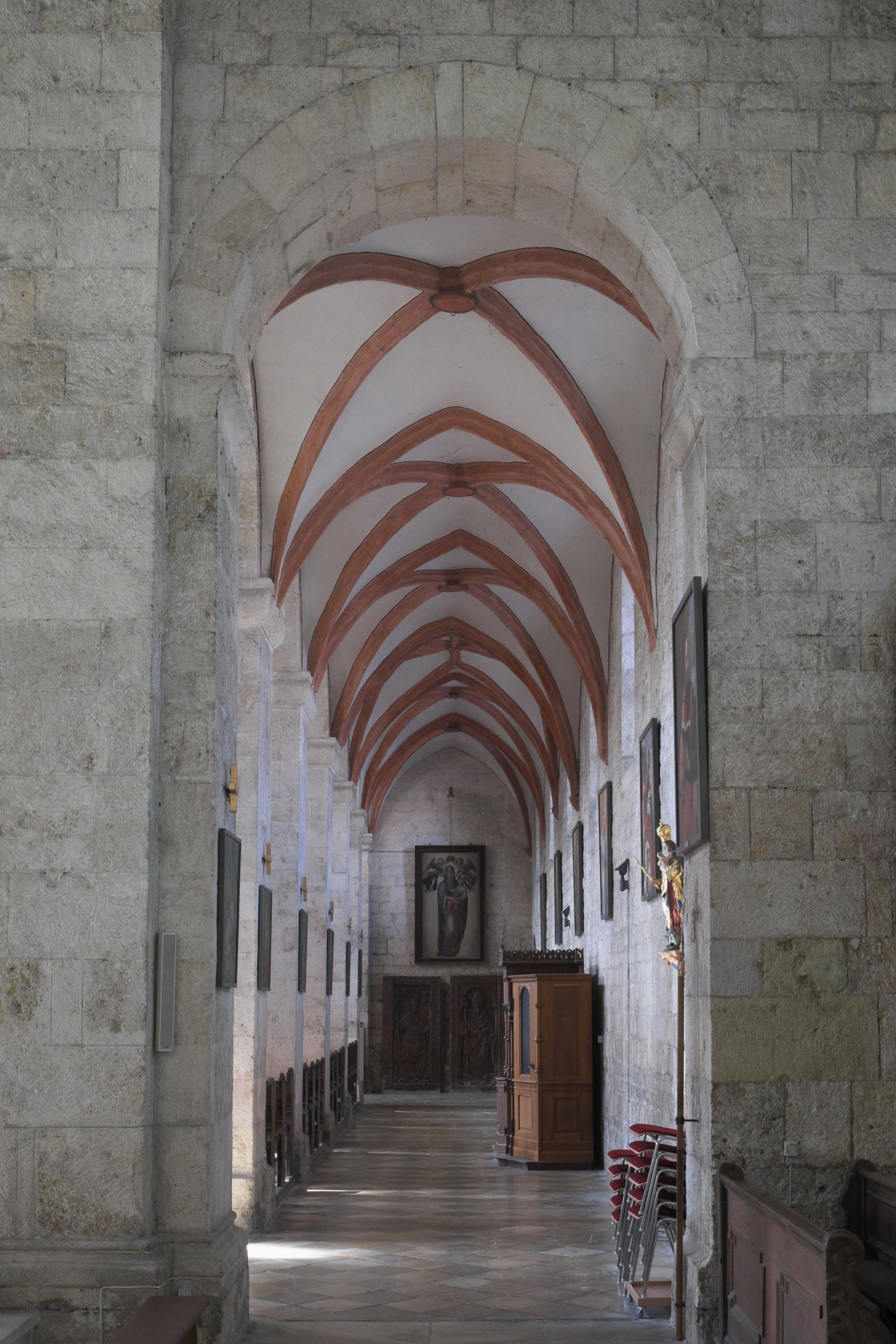
Nördliches Seitenschiff

### Innenraum

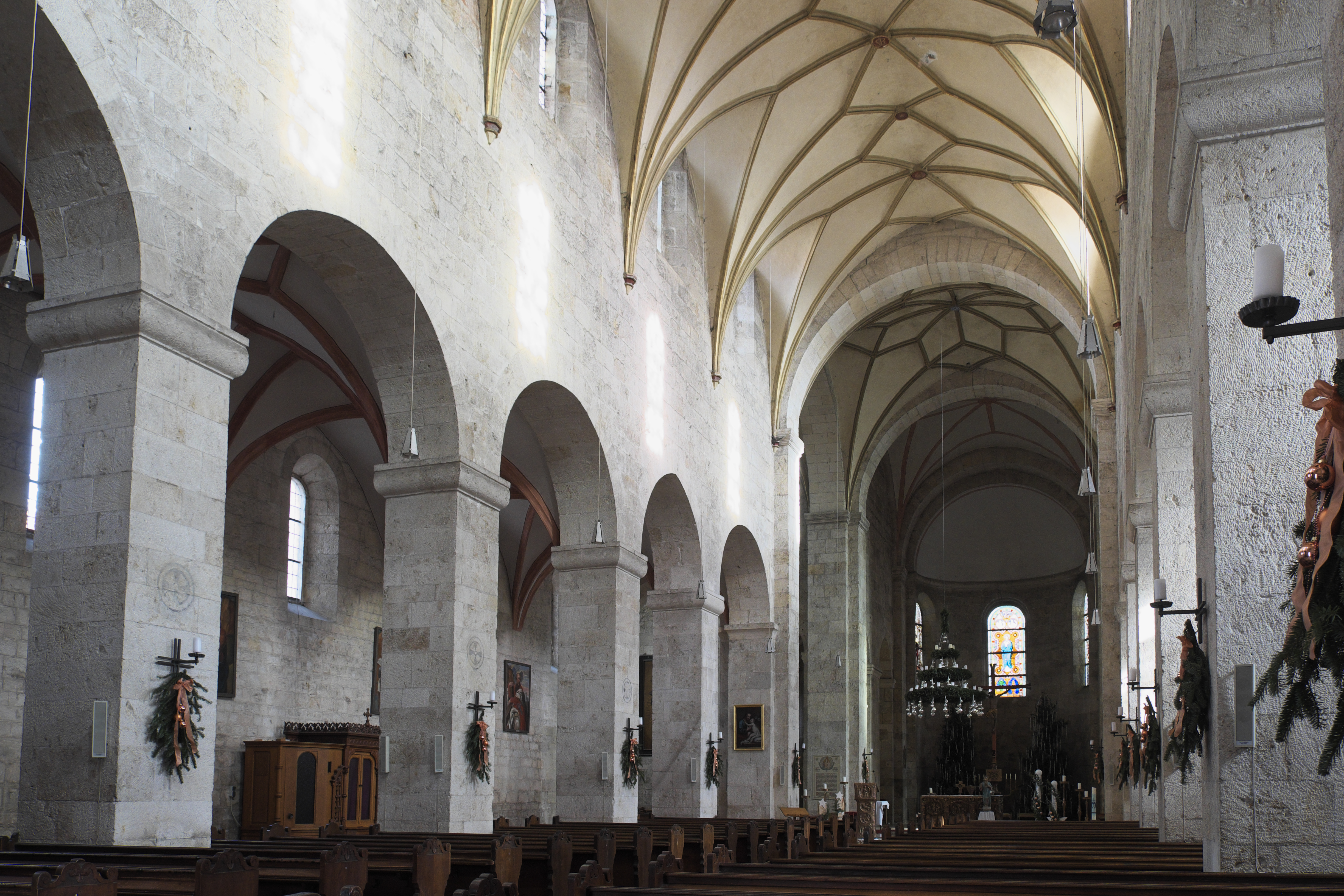
Innenansicht

Das sechsjochige Langhaus besteht aus einem Mittelschiff und zwei halb so breiten Seitenschiffen mit einer zudem deutlich geringeren Höhe. Die Schiffe sind durch rundbogige Arkaden getrennt, die auf wuchtigen Rechteckpfeilern aufliegen. Die sechs Langhausjoche sind nicht gleich lang, das zweite und das fünfte Joch wurden etwas schmäler ausgeführt, sodass die Scheidbögen enger sind. Die beiden Querhausarme, die nur wenig über das Langhaus hinausragen, haben die gleiche Höhe wie das Mittelschiff. 
Der an die Vierung sich in gleicher Breite wie das Mittelschiff anschließende Chor schließt wie die beiden Nebenchöre, die die Seitenschiffe fortführen, mit einer halbkreisförmigen Apsis.
Im Gegensatz zur romanischen Architektur stehen die anstelle von flachen Holzdecken nachträglich eingezogenen gotischen Gewölbe. Um 1400 erhielten die Seitenschiffe ihre Kreuzgratgewölbe, wobei im jeweils dritten Joch von Westen ein deutlich aufwendigeres Sternrippengewölbe zu sehen ist, das vielleicht später hinzugefügt wurde. Rund 130 Jahre später wurden die spätgotischen Netzgewölbe im Mittelschiff und im Querhaus eingezogen.

## Bleiglasfenster
Die drei Bleiglasfenster im Chor stammen aus der Zeit um 1885 und waren Teil der historisierenden Ausstattung. Das mittlere Fenster zeigt eine Darstellung der Maria Immaculata, seitlich sind Johannes der Täufer, der auf das Lamm Gottes verweist, und der heilige Josef mit dem Jesusknaben dargestellt.

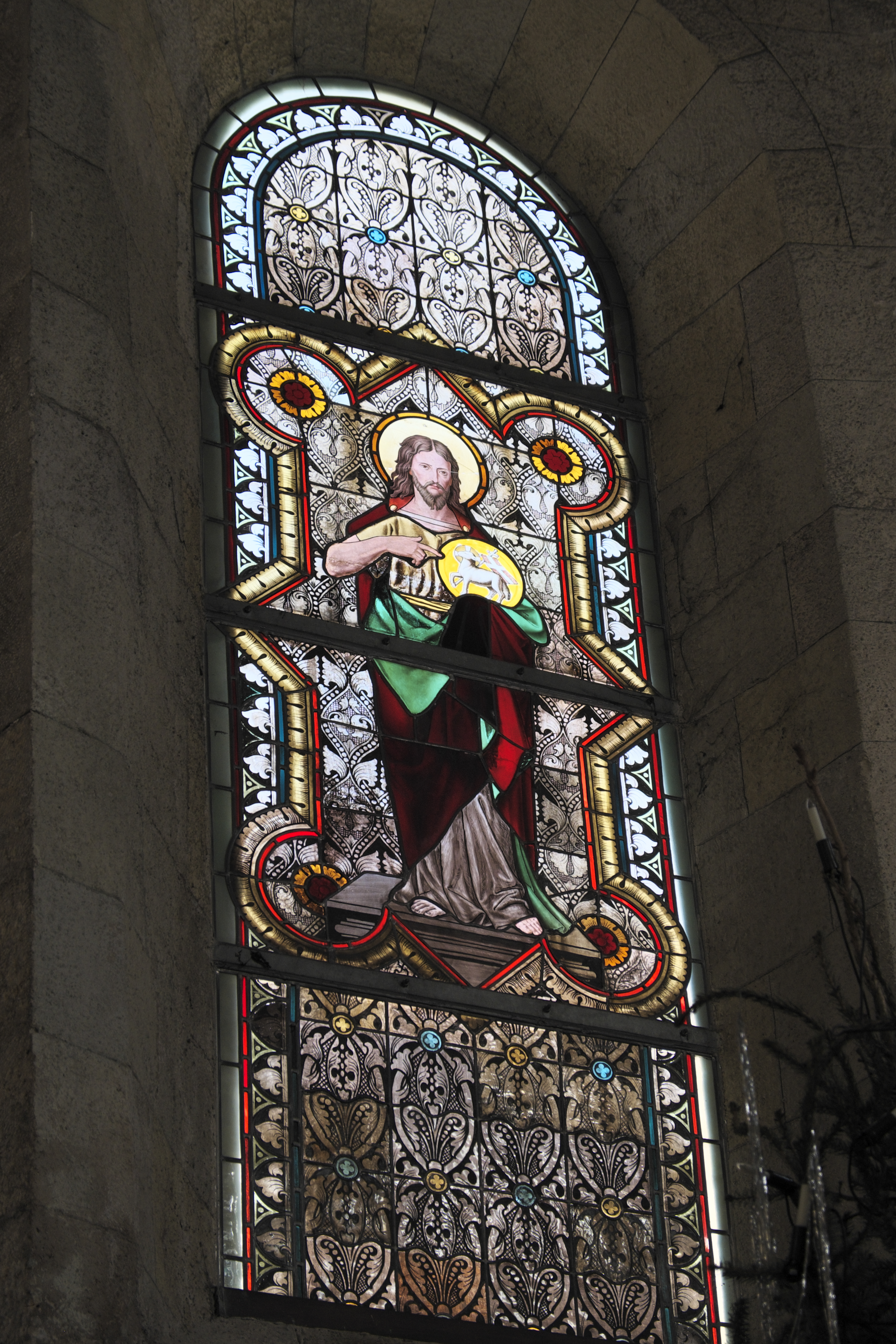
Johannes der Täufer
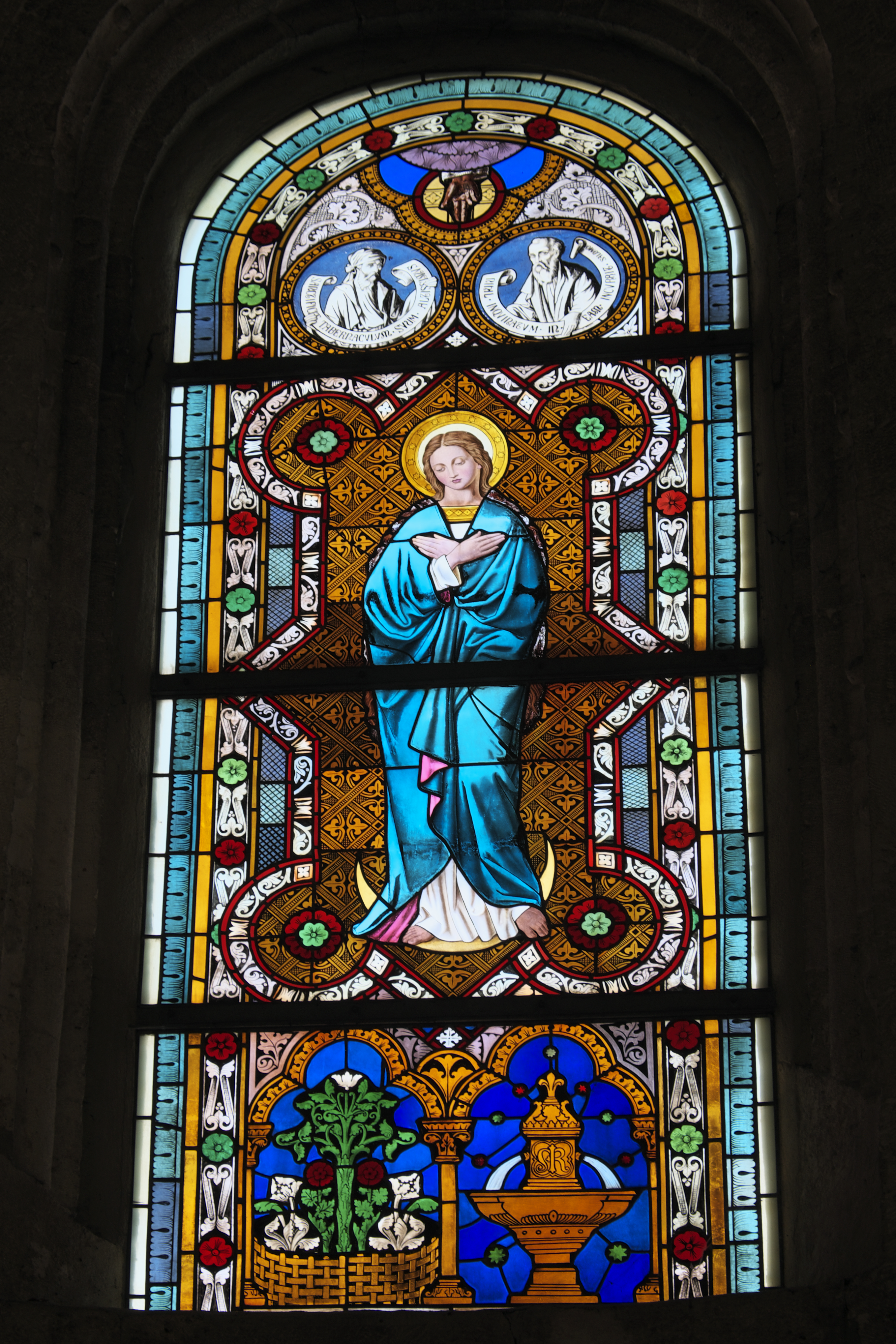
Maria Immaculata
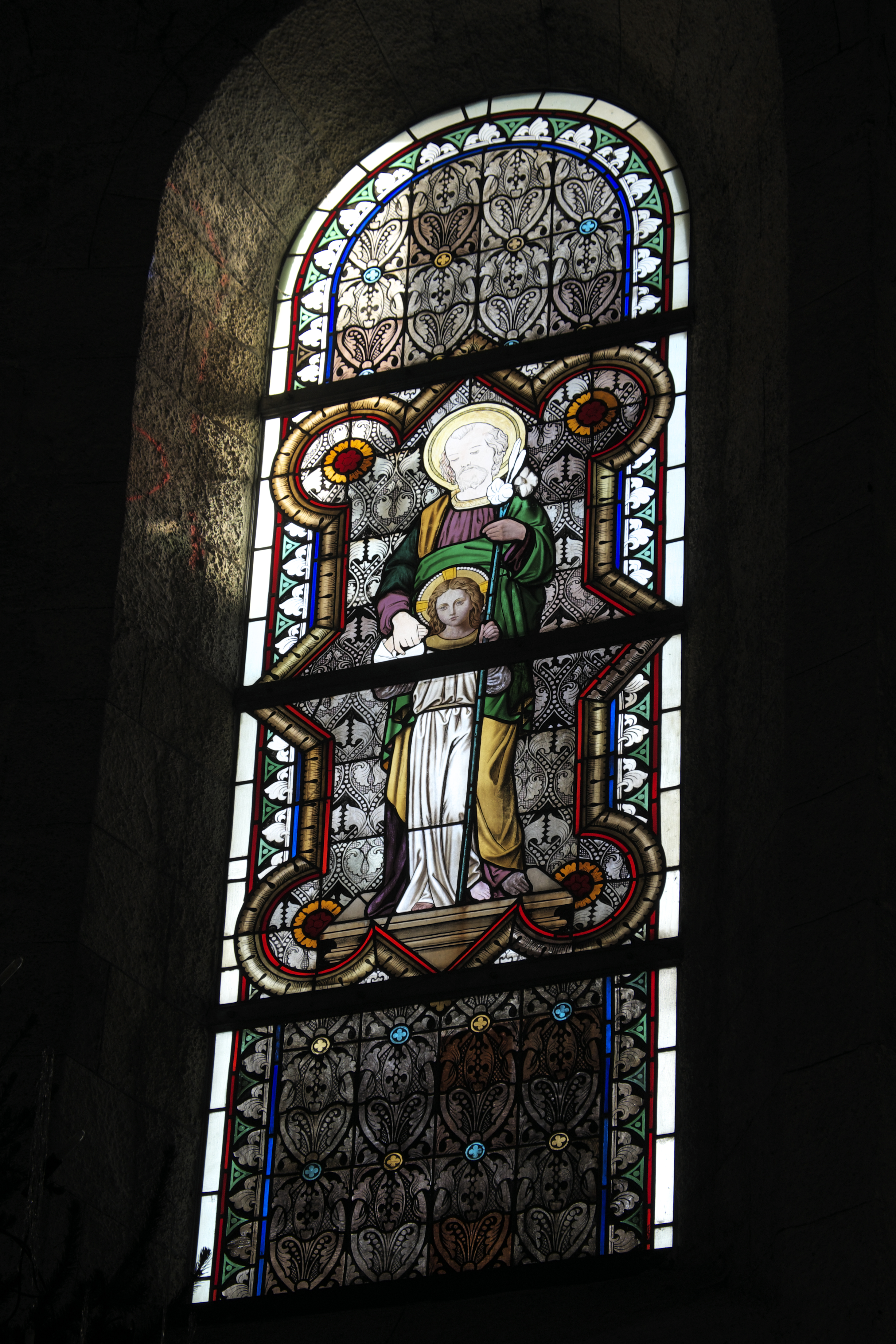
Heiliger Josef und Jesusknabe

## Ausstattung

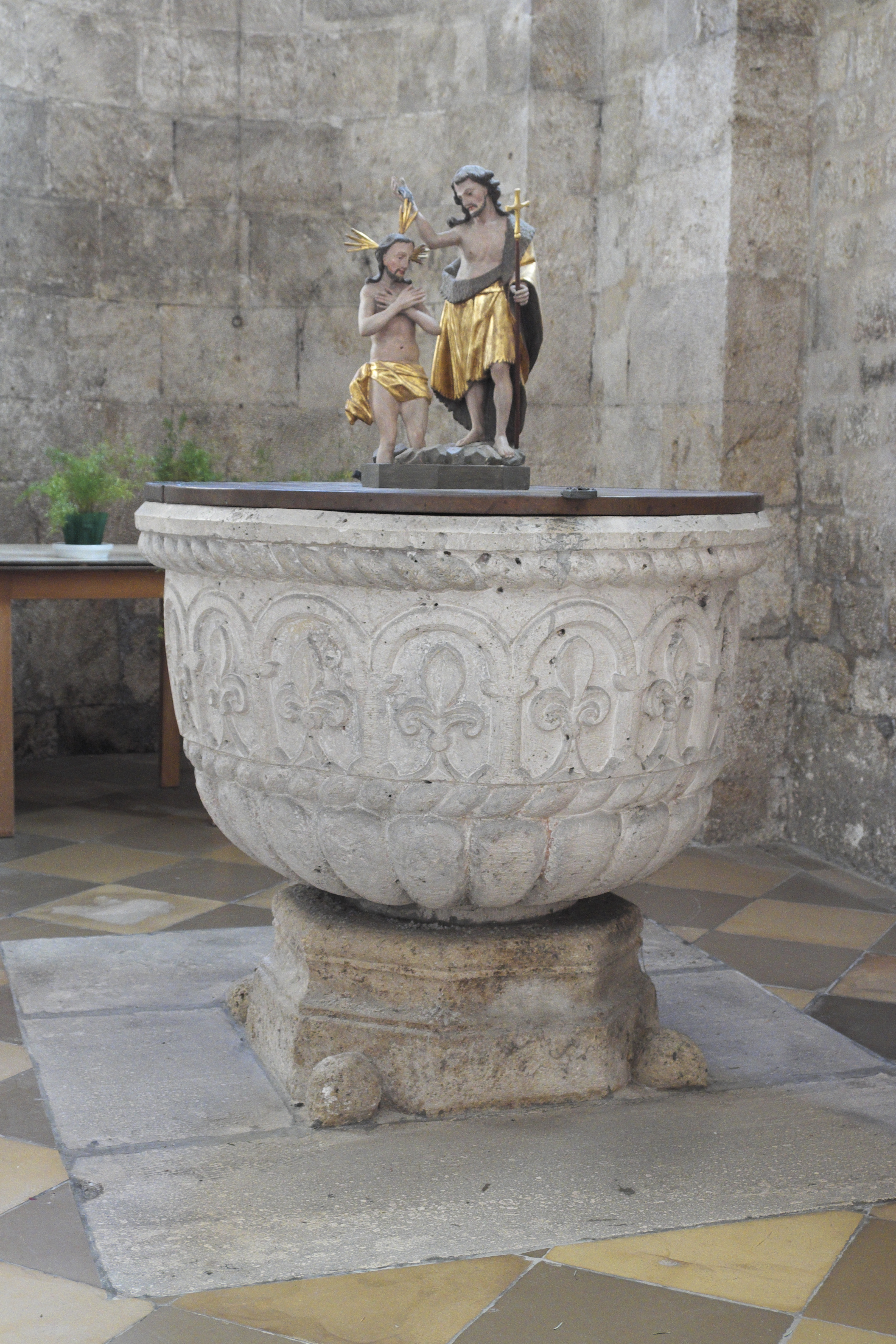
Taufbecken, um 1200

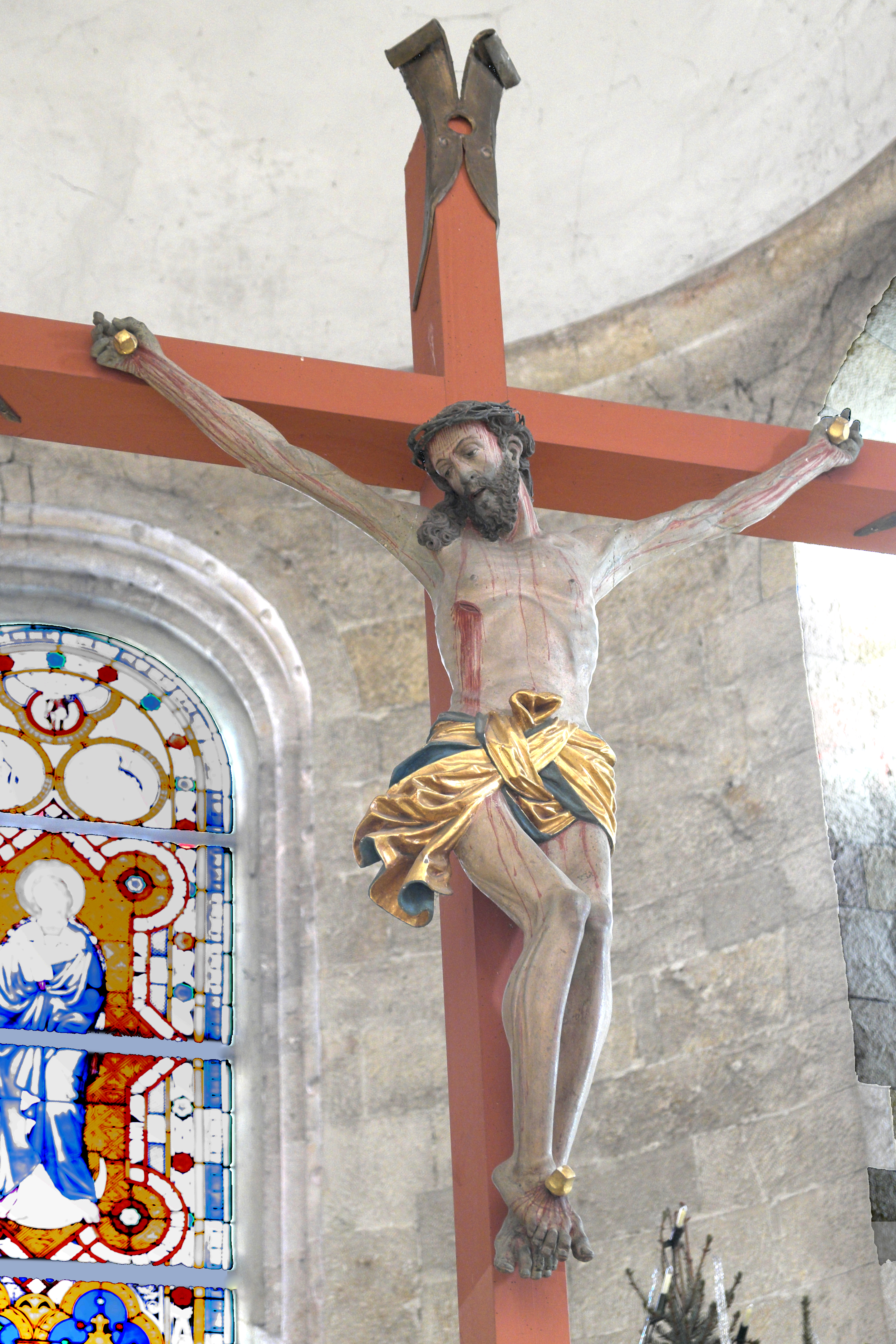
Barockes Kruzifix

- Ein großer Teil der heutigen Kirchenausstattung wurde 1983 zum 850-jährigen Weihejubiläum von Hans Wurmer geschaffenen. Neben den Leuchtern sind dies der Volksaltar und der Ambo, alle in Bronzeguss ausgeführt und in der Vierung aufgestellt. Altar und Ambo enthalten zahlreiche kreisrunde Reliefs als Reminiszenz an die Rundbögen der Romanik. In der Altarmensa sind zwölf Szenen aus dem Zyklus des Marienlebens dargestellt, auf dem Ambo die vier Evangelistensymbole.
- Ebenfalls zum Weihejubiläum 1983 wurde im Hauptchor ein barockes Kruzifix aufgestellt.
- Das um 1200 aus Kalkstein gefertigte Taufbecken ist der einzige Zeuge der romanischen Stilepoche. Es stammt aus der abgetragenen alten Pfarrkirche St. Stephan und steht heute im südlichen Nebenchor. Auf einem gedrungenen achteckigen Sockel ruht ein Muschelbecken mit umlaufendem Blendbogenfries und einem Lilienmotiv. Der flache Holzdeckel trägt eine barocke Skulpturengruppe der Taufe Jesu.
- Über der Sakristeitür im nördlichen Nebenchor steht auf einer Konsole eine spätgotische Figur der heiligen Barbara aus der Zeit um 1510/20. Sie hält ihr Attribut, einen Turm, in der Hand.
- Das Schnitzrelief der Anna selbdritt an der Orgelempore im südlichen Querhaus ist eine Arbeit aus der Zeit um 1510/20.
- Zwei Tafelbilder stammen von einem spätgotischen Flügelaltar aus der Zeit um 1520/30.; sie zeigen den Abtbischof Virgil von Salzburg, den Erbauer des Salzburger Domes, mit einem Kirchenmodell, und den heiligen Nikolaus mit seinem Attribut, den drei goldenen Kugeln.
- Das querovale Gemälde mit der Darstellung des Ecce homo wird wie das nach gotischem Vorbild gestaltete große Tafelbild mit der Darstellung der Mondsichelmadonna, beide im nördlichen Querhaus, um 1600 datiert.
- Das Ölgemälde mit der Darstellung der Steinigung des heiligen Stephanus, ebenfalls im nördlichen Querhaus, stammt aus dem frühen 17. Jahrhundert.
- Das Bild der Mondsichelmadonna, die von zwei Engeln mit einem Blütenkranz gekrönt wird, an der Westseite des Langhauses, wurde zu Beginn des 17. Jahrhunderts nach dem Vorbild der Schönen Maria in Regensburg gemalt.
- Im südlichen Seitenschiff ist eine Figur der Kirchenpatronin Maria als Immaculata erwähnenswert.
- Vom ehemaligen spätgotischen Chorgestühl aus dem frühen 16. Jahrhundert sind nur noch Reste erhalten.

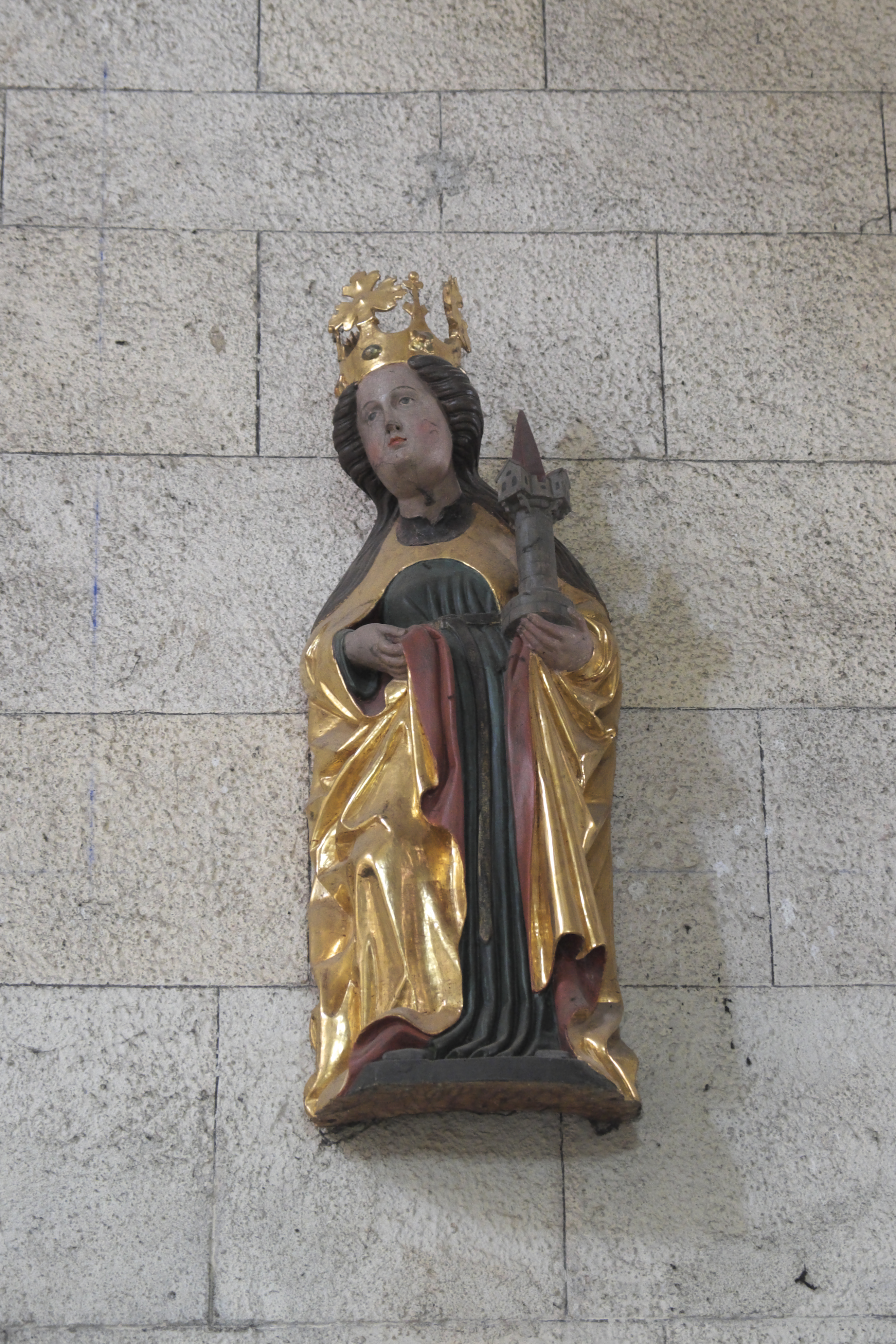
Heilige Barbara
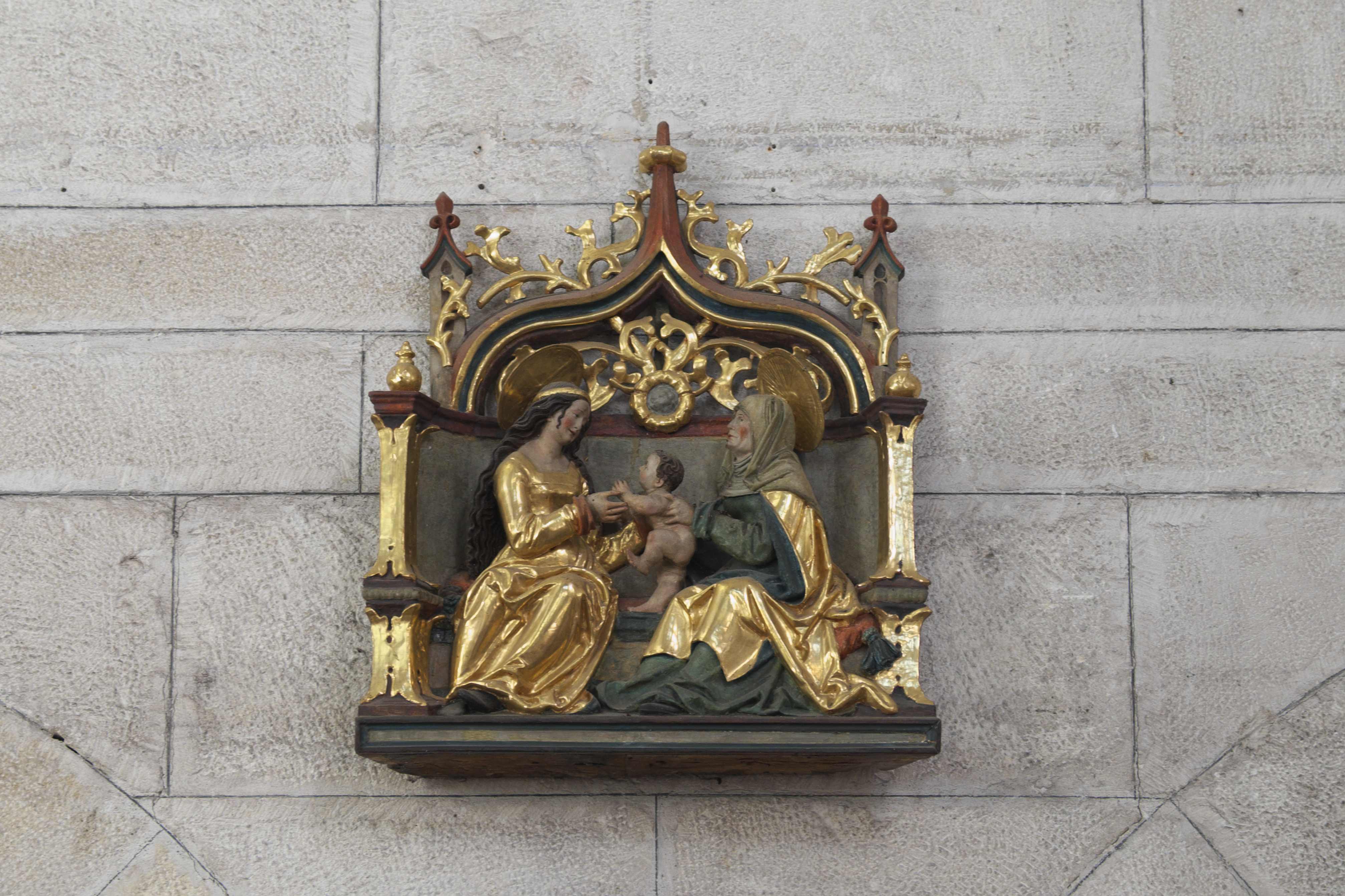
Anna selbdritt
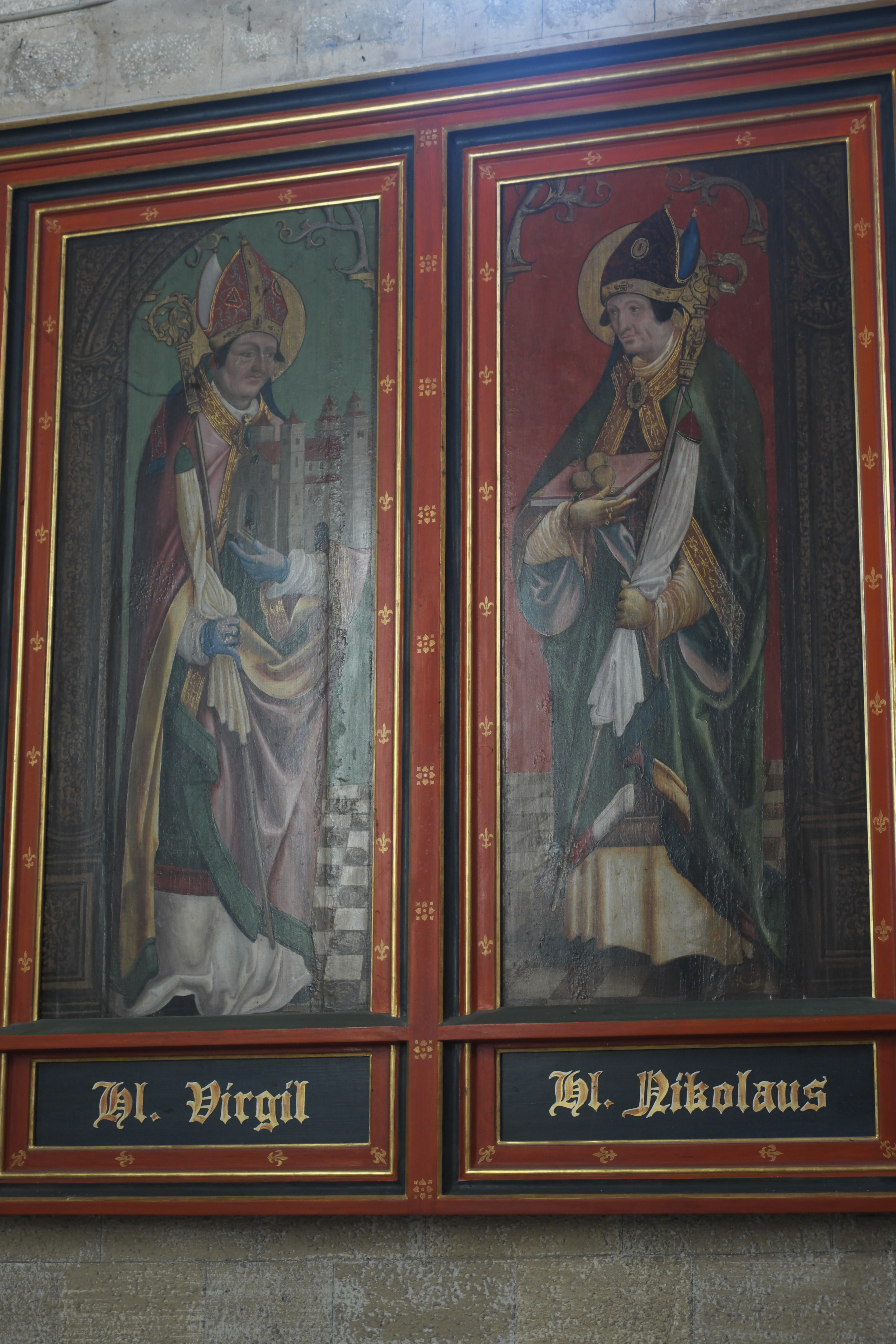
Tafelbilder eines Flügelaltars
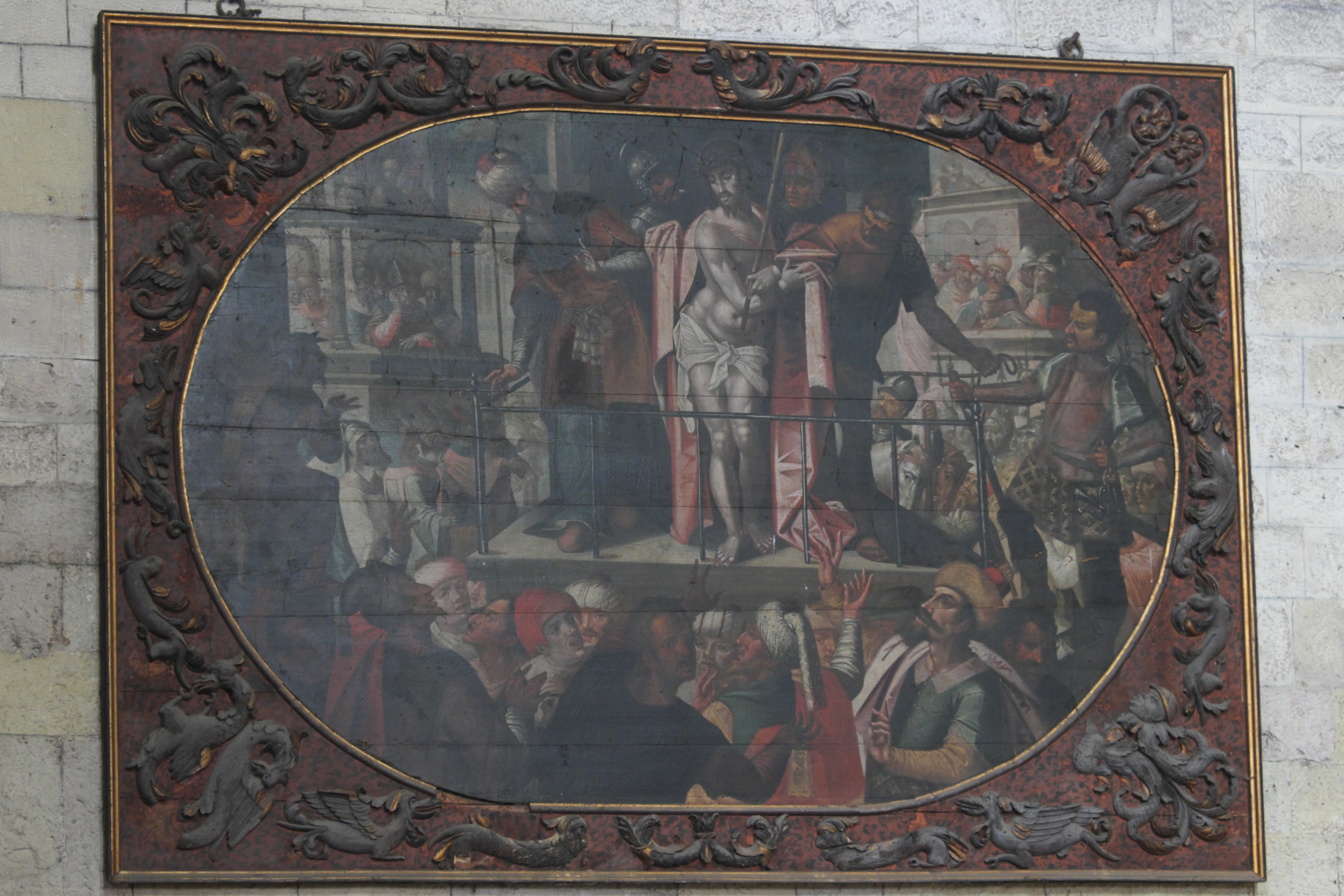
Ecce homo

## Grabmäler und Epitaphien
Im rückwärtigen Bereich des Langhauses sind ebenso wie an der Kirchhofmauer zahlreiche Grabdenkmäler aus dem 15. bis 19. Jahrhundert zu sehen. Besonders schön sind die Rotmarmorepitaphien für die Benediktineräbte gestaltet.
- Im südlichen Nebenchor ist das Grabmal für Berta von Biburg (Bertha von Ratzenhofen genannt), der Mutter der Klosterstifter, untergebracht. Die schmale Kalksteinplatte mit dem Flachrelief der Verstorbenen wurde im späten 12. Jahrhundert geschaffen und war ehemals die Deckplatte einer Tumba. Die Segenshand in der oberen rechten Ecke verweist vermutlich auf ihre Seligsprechung. An Berta von Biburg erinnert ein weiterer Grabstein aus der Mitte des 14. Jahrhunderts, auf dem eine schematische Ritzzeichnung die Verstorbene ebenfalls in Ganzfigur darstellt.
- Im Westteil der Kirche erinnern vier Rotmarmorplatten mit ganzfigurigen Reliefdarstellungen an die Äbte Friedrich Starzhauser († 1474), Johannes Machtersdorfer († 1493), Wolfgang Pfeffenhauser († 1505) und Leonhard Aichstetter († 1526).
- Weitere Rotmarmorplatten wurden zum Gedenken an Margaretha Leuttenpeck († 1400), Leonhard von Pfeffenhausen († 1527) und seinen Vatter Wilhelm († 1477) geschaffen.
- Das Kalksteinepitaph für den Abt Benedikt Collmann († 1550) ist über der Inschrift mit einem Relief versehen, das den Abt vor dem Kruzifix kniend zeigt. Ihm gegenüber ist Johannes der Täufer dargestellt, der auf das Lamm Gottes verweist.

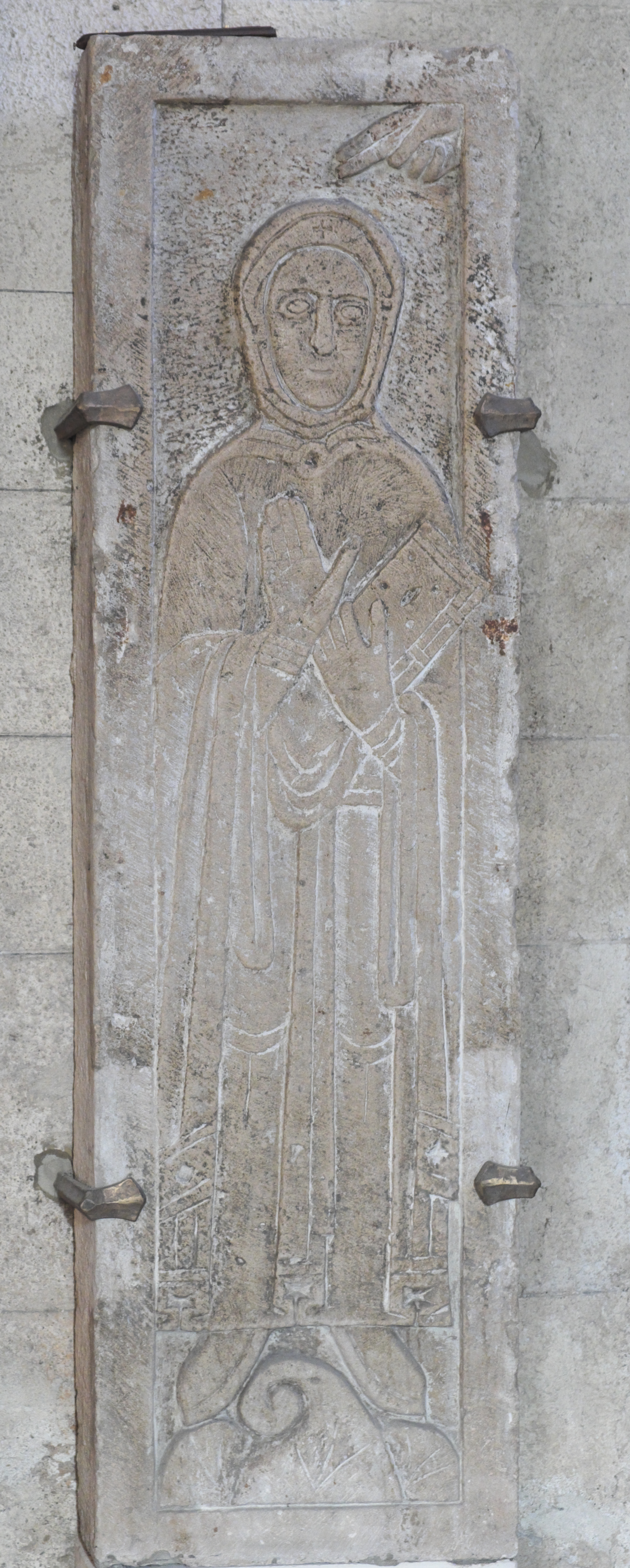
Grabplatte der seligen Bertha († 1151)
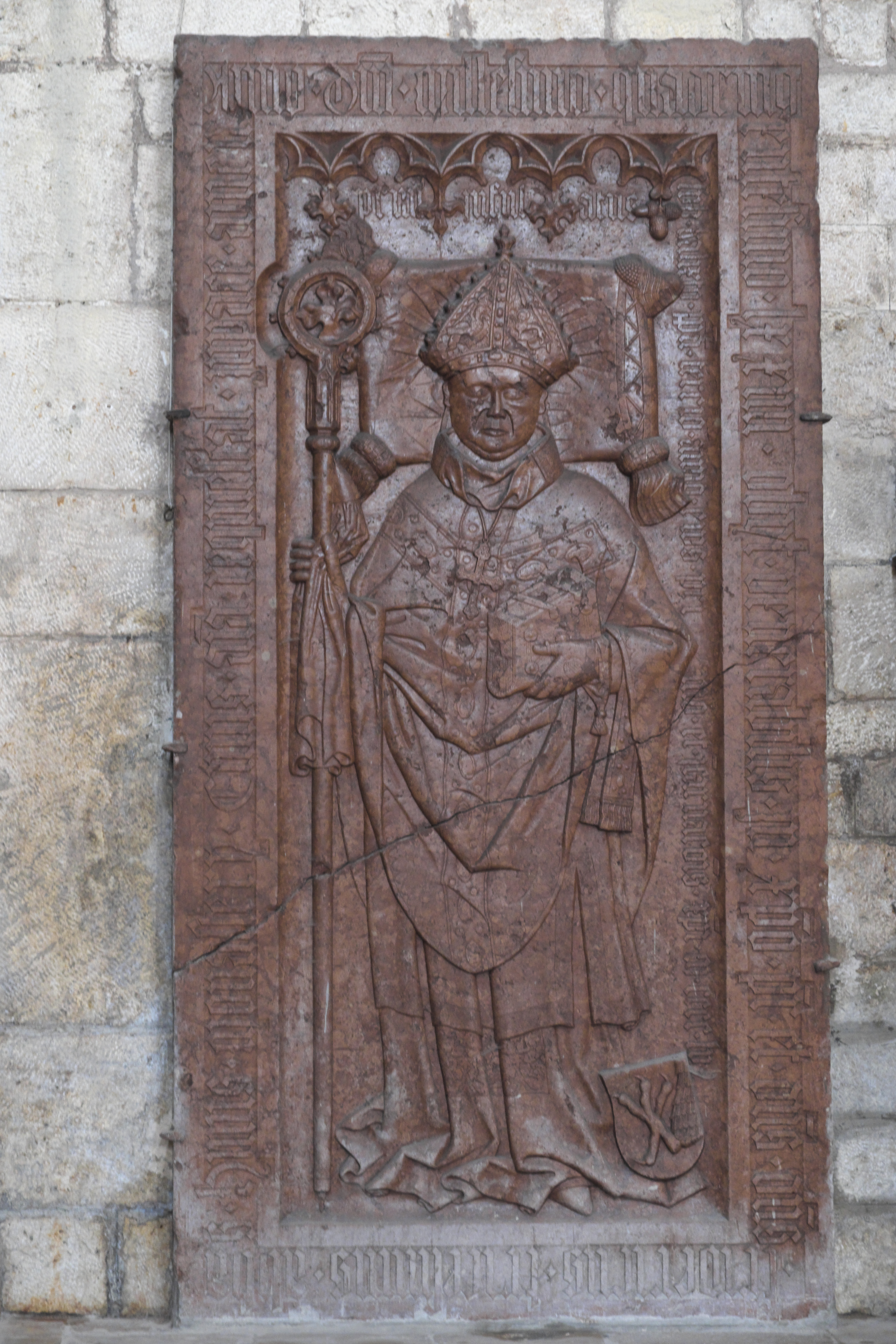
Rotmarmorplatte für den Abt Friedrich Starzhauser († 1474)
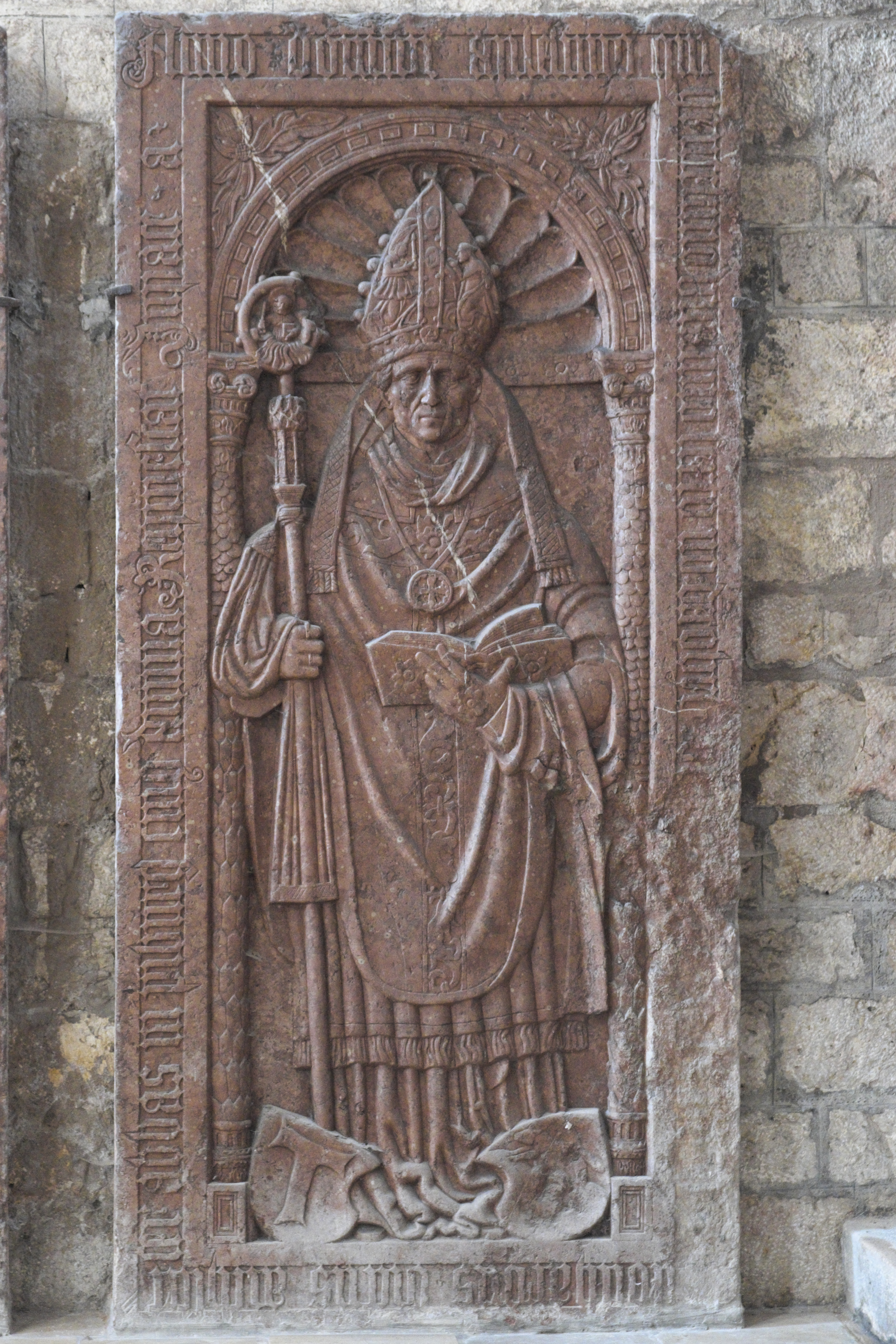
Rotmarmorplatte für den Abt Leonhard Aichstetter († 1526)
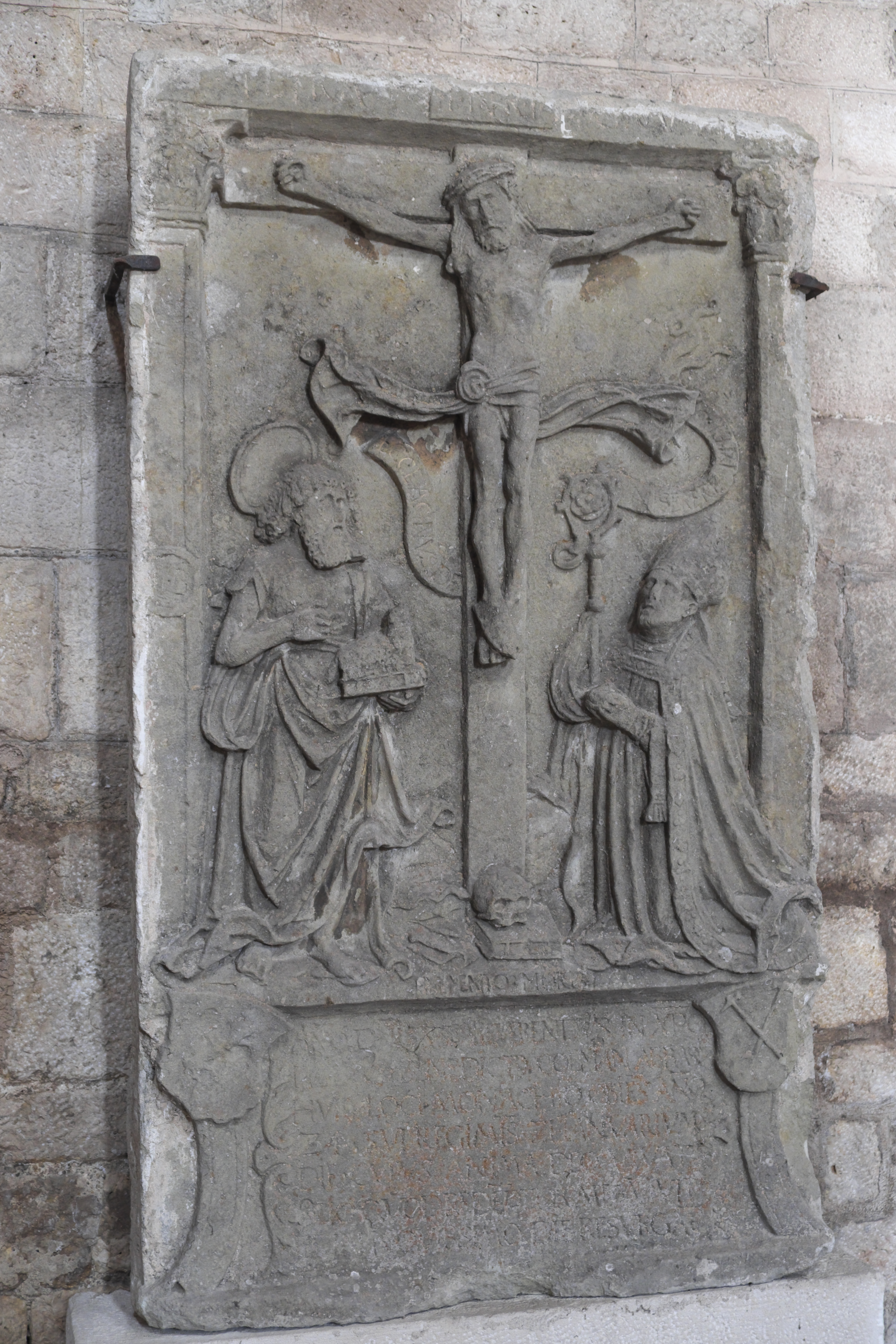
Epitaph für den Abt Benedikt Collmann († 1550)

## Umgebung
Nördlich der Kirche befinden sich die ehemaligen Klostergebäude, südlich der ehemalige Kloster- und Dorffriedhof, der heute nicht mehr als solcher genutzt wird. Erhalten ist dort noch die Seelenkapelle, ein Satteldachbau aus der Zeit um 1600 mit traufseitig schönen Maßwerkfenstern.